# Aedes mjoebergi
Aedes mjoebergi är en tvåvingeart som först beskrevs av Edwards 1926.  Aedes mjoebergi ingår i släktet Aedes och familjen stickmyggor. Inga underarter finns listade i Catalogue of Life.